# 三山岛 (烟台)
三山岛，属山东省莱州市（原掖县），位于莱州湾畔，属半岛性质，岛上三座山头比邻而居，故称三山岛；
之前行政编制为三山岛村（北山），属于西由镇；九十年代初独立为三山岛镇，后期随着经济发展成为三山岛开发区（街道办事处）；目前人口两万五千余人，主业为渔业，养殖业；莱州港亦坐落于此；近年来由于过度捕捞，近海资源面临枯竭，养殖业和远海作业逐渐兴起。
人口以本地汉人居多，其中大多数为本地姓氏“施”，相传在明朝嘉靖年间由上海崇明岛迁移而来，另有东北回迁居民以及附近乡镇婚姻迁居。